# Canton de Breidenbach
Le canton de Breidenbach est un ancien canton français du département de la Moselle, disparu en 1802.

## Histoire
En 1790, Breidenbach devient chef-lieu d'un canton du département de la Moselle comprenant les communes de : Bousseviller, Breidenbach, Lengelsheim, Liederschiedt, Loutzviller, Ohrenthal, Olsberg, Opperding, Rolbing, Schweyen, Waldhouse et Walschbronn.
Puis en 1793, le canton est agrandi par des communes issues du comté de Hanau et qui viennent d'être réunies à la France : Erlenbrunn, Eppenbrunn, Hilst, Kröppen, Ludwigswinkel, Niedersimten, Obersimten, Obersteinbach, Petersbächel, Schweix et Trulben.
C'est ainsi qu'en 1793 le canton de Breidenbach composé de 23 communes compte 6507 habitants.
En 1801 le canton de Breidenbach est supprimé et ses communes sont réparties entre les cantons de Volmunster et de Bitche.
En 1815 à la suite du congrès de Vienne la France est ramenée à ses frontières de 1791 et les communes acquises en 1793 sont cédées à la Bavière. Obersteinbach sera rendu à la France en 1825 puis sera transféré au département du Bas-Rhin en 1833.

## Composition
| Communes en 1802 | Population en 1802 | Pays actuel |
| ---------------- | ------------------ | ----------- |
| Bousseviller     | 119                | France      |
| Breidenbach      | 427                | France      |
| Eppenbrunn       | 436                | Allemagne   |
| Erlenbrunn       | 152                | Allemagne   |
| Hilst            | 176                | Allemagne   |
| Kröppen          | 394                | Allemagne   |
| Lengelsheim      | 453                | France      |
| Liederschiedt    | 411                | France      |
| Loutzviller      | 147                | France      |
| Ludwigswinkel    | 295                | Allemagne   |
| Niedersimten     | 130                | Allemagne   |
| Obersimten       | 122                | Allemagne   |
| Obersteinbach    | 409                | France      |
| Ohrenthal        | 50                 | France      |
| Olsberg          | 159                | France      |
| Opperding        | 125                | France      |
| Petersbächel     | 144                | Allemagne   |
| Rolbing et Dorst | 243                | France      |
| Schweix          | 223                | Allemagne   |
| Schweyen         | 227                | France      |
| Trulben          | 214                | Allemagne   |
| Waldhouse        | 358                | France      |
| Walschbronn      | 725                | France      |
| Total            | 6339               |             |